# اکسید کروم (II)

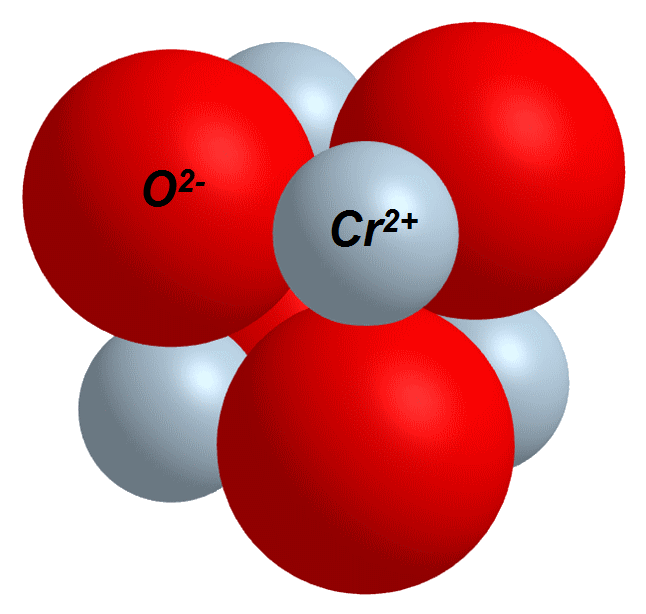
اکسید کروم(II)

اکسید کروم(II) (به انگلیسی: Chromium(II) oxide) با فرمول شیمیایی CrO یک ترکیب شیمیایی است. که جرم مولی آن ۶۷٫۹۹۶ g/mol می‌باشد. شکل ظاهری این ترکیب، سیاه است.